# 미사키정 (지바현)
미사키정(岬町)은 지바현 이스미군에 설치되었던 정이다. 현재의 이스미시에 해당한다.
2005년 12월 5일에 오하라 정, 이스미 정과 합병해 이스미 시 탄생에 수반해 소멸했다.

## 지리
마을의 중심을 이스미강이 흐른다. 이치노미야 정까지의 99리 평야는 타이토자키로 끝나고, 여기서 남쪽은 조금씩 산적한 지형이 되어 간다.또 해안선에 기복이 생기게 된다.

## 역사
- 1889년 4월 1일 - 이치노미야 - 오하라정이 성립하였다. 조자정. 다이토정과 합병해 미사키정이 성립하였다.
- 2005년 12월 5일 - 오하라 정, 이스미 정과 합병해 이스미시가 되어. 동일 미사키정은 폐지되었다.

## 교통

### 철도
- 동일본 여객철도 소토보 선

### 도로
- 국도 128호선